# Centro storico di Vicenza

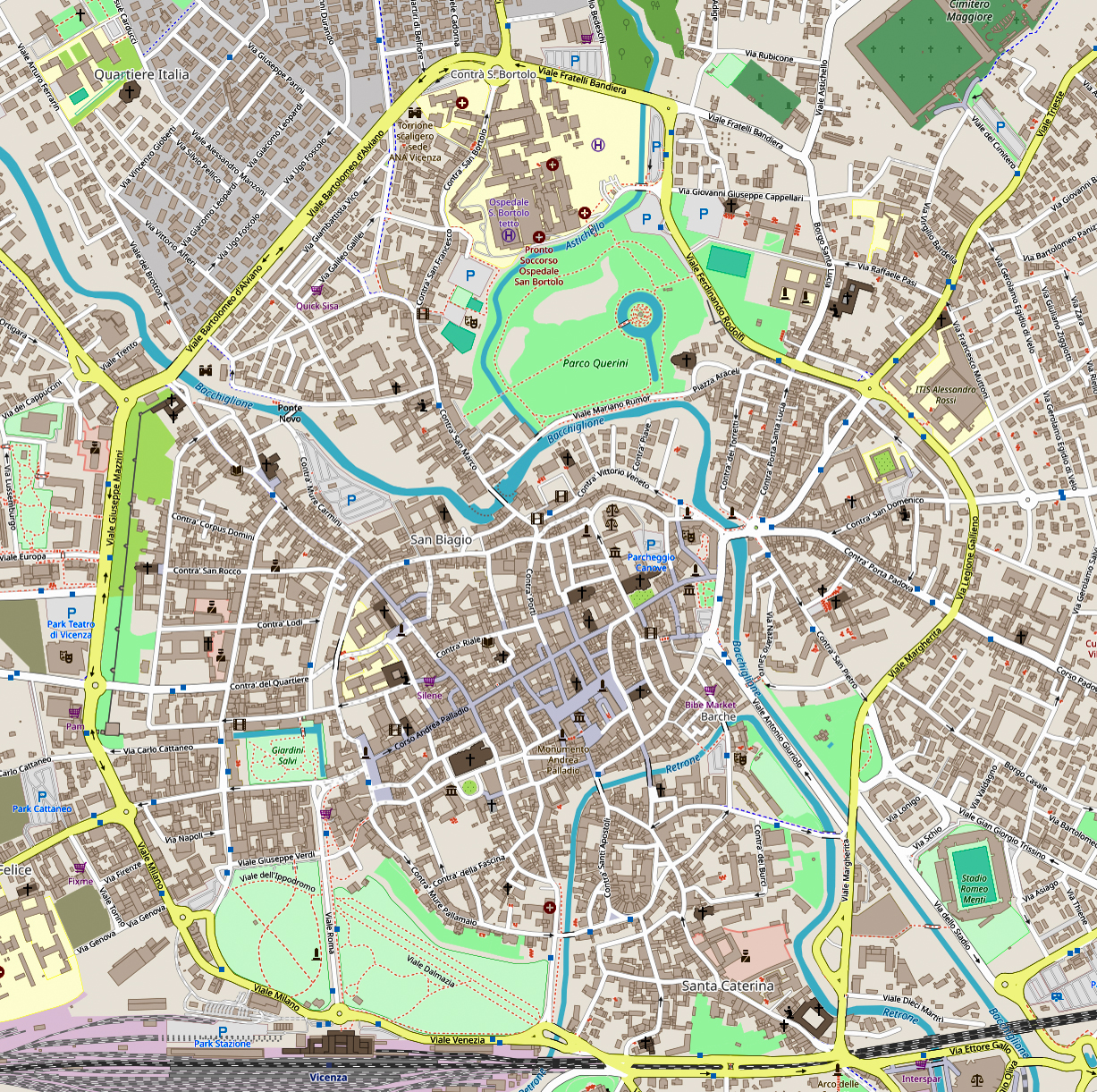
Mappa del Centro storico di Vicenza, delimitato dalla circonvallazione interna (linea gialla)

Secondo la definizione corrente data dal Comune di Vicenza e dai progetti urbanistici connessi, il Centro storico è costituito:
- dal nucleo centrale della città, delimitato tra il X e il XIII secolo dalla prima cinta muraria
- da Borgo San Pietro, racchiuso dalle mura scaligere costruite intorno al 1370
- da Borgo Porta Nova, delimitato dalla seconda cinta di mura scaligere, anch'esso nella seconda metà del XIV secolo
- da Borgo Berga, racchiuso dalle mura veneziane del secondo decennio del Quattrocento
- da Borgo Pusterla, anch'esso delimitato da fortificazioni veneziane nella prima metà del XV secolo
- dalla parte a sud-ovest della città (il Borgo suburbano di San Felice, i Giardini Salvi e Campo Marzo) circoscritta dalla ferrovia, da viale Milano e dal primo tratto di viale Mazzini.

Il Centro storico è quindi sostanzialmente delimitato dall'anello della circonvallazione interna: viale Giuseppe Mazzini, viale Bartolomeo D'Alviano, viale Fratelli Bandiera, viale Ferdinando Rodolfi, via Legione Gallieno, viale Margherita, viale Risorgimento Nazionale, viale Venezia, viale Milano.
Sotto l'aspetto amministrativo appartiene alla Circoscrizione 1.

## Storia

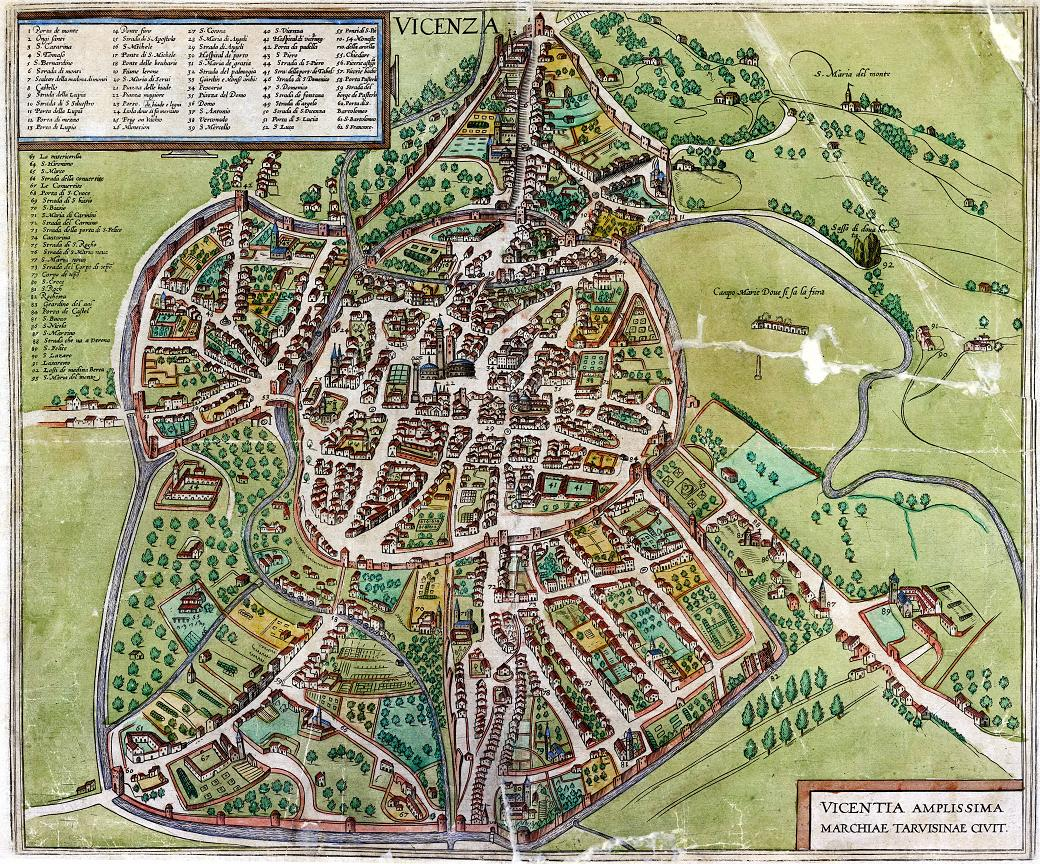
Mappa di Vicenza amplissima, 1588

Il nucleo centrale della città esisteva in gran parte già in epoca romana sulla parte sinistra del fiume Retrone fino alla confluenza con il Bacchiglione. Nel I secolo d.C., quando Vicenza aveva acquisito una certa importanza, sulla sponda destra del Retrone fu costruito il grandioso Teatro Berga, in cui si svolgevano i ludi scenici e di cui si può riconoscere ancora il perimetro.
Tra il X e il XIII secolo il nucleo fu racchiuso dalla cinta muraria altomedievale. L'area, quasi circolare, è ancora chiaramente identificabile dalle diverse tracce di mura rimaste, da una delle antiche porte (il Porton del Luzo) e dalle strade interne ("pedemura") che costeggiavano la cinta.
Nel XIII e nel XIV secolo la città si popolò di signori feudali che lasciavano la campagna circostante, di nuovi aristocratici e di ricchi mercanti, che vi costruirono le proprie abitazioni. Dopo la dedizione alla Serenissima del 1404, e soprattutto nel Cinquecento e nel Seicento, Vicenza visse il suo periodo di maggior splendore. Le mura e le fortificazioni edificate in quest'epoca fornivano nei disegni e nelle mappe l'aspetto di una città signorile.
Quest'importanza contraddistinse Vicenza sino alla fine del Settecento quando, negli ultimi decenni del dominio veneziano e soprattutto durante l'occupazione napoleonica, vennero in breve tempo attuate radicali riforme come la soppressione degli ordini religiosi (i cui conventi e proprietà occupavano il 30% del centro storico), la creazione dei dipartimenti e poi delle province con l'equiparazione amministrativa della città e dei comuni del territorio, il notevole cambiamento della classe sociale dominante sotto l'aspetto politico e quello amministrativo.
Nell'Ottocento e nel Novecento la popolazione cittadina aumentò considerevolmente e la città dovette espandersi oltre le mura con la creazione, soprattutto dopo il secondo dopoguerra, di una moltitudine di nuovi quartieri; le porte e le mura secolari furono in gran parte abbattute. Il Centro storico resta comunque la parte più importante della città non tanto per consistenza demografica, quanto perché è comunque rimasto sede dei principali uffici amministrativi, oltre che per il suo valore artistico: infatti, all'interno del sito patrimonio dell'umanità dell'UNESCO denominato "Città di Vicenza e le ville palladiane del Veneto", l'intero centro storico di Vicenza risulta iscritto come area protetta, in virtù dei suoi monumenti progettati da Andrea Palladio.

## Toponomastica
La maggior parte dei luoghi del centro storico sono definiti da toponimi caratteristici come contrà (toponimo che deriva dalla contrazione della parola contrada), mure o pedemure (via che correva all'interno della cinta muraria), mottòn (strada rialzata su terrapieno), busa (luogo basso che si allagava facilmente), piarda (spazio compreso tra il fiume e le mura, originariamente tenuto libero da vegetazione per scopi difensivi, poi utilizzato anche per scaricare e depositare merci).

## Monumenti e luoghi d'interesse

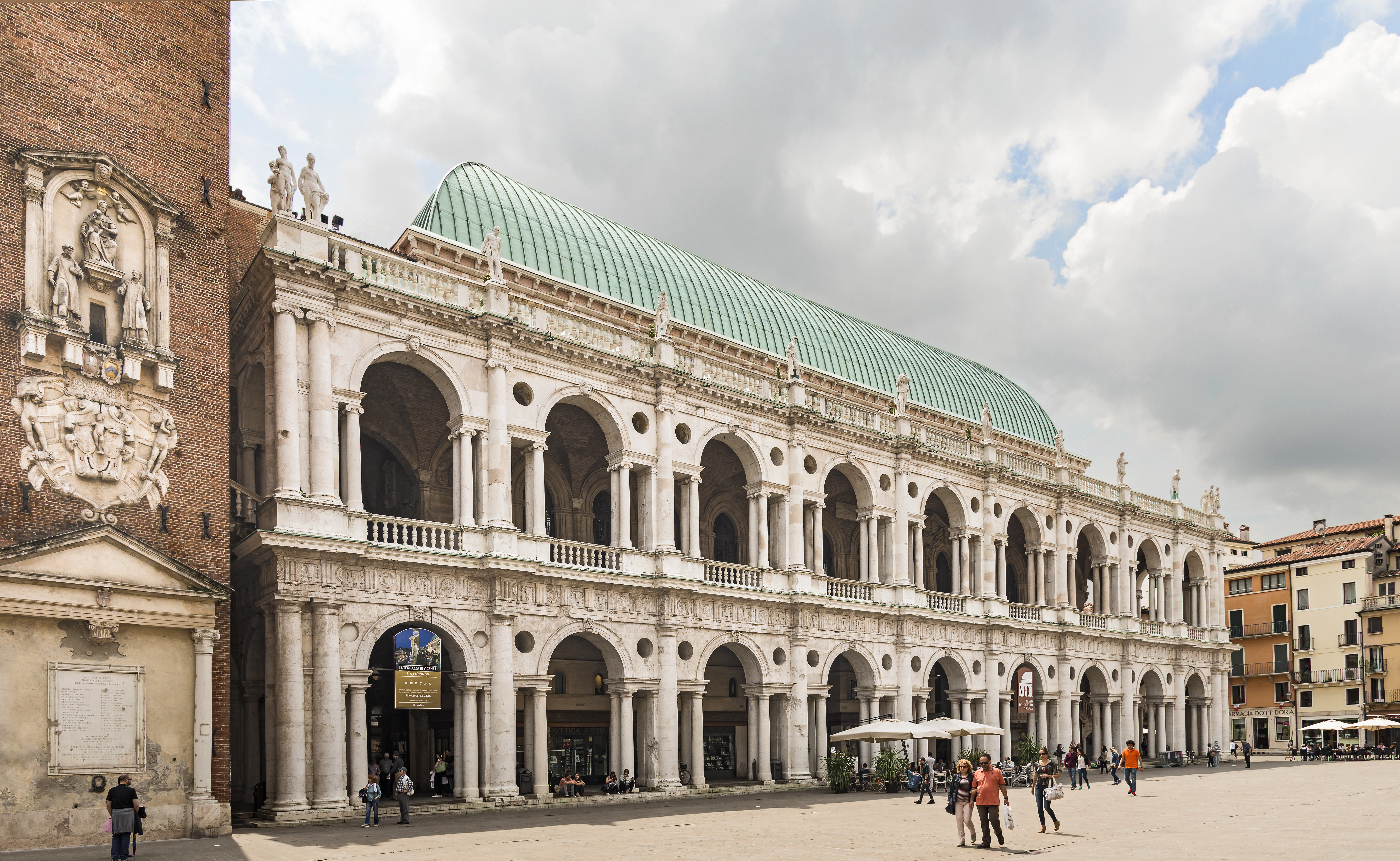
La Basilica Palladiana in Piazza dei Signori

Quasi tutti i monumenti più importanti di Vicenza sono presenti nel nucleo centrale - e più antico - del Centro storico.
I due edifici al centro della città - sedi rispettivamente del potere civile e di quello ecclesiastico - intorno ai quali da un millennio ruota la vita cittadina sono la Basilica Palladiana (con il Palazzo del Podestà e la Torre Bissara) e, a meno di 200 metri a ovest, la Cattedrale di Santa Maria Annunciata.

### Le piazze centrali

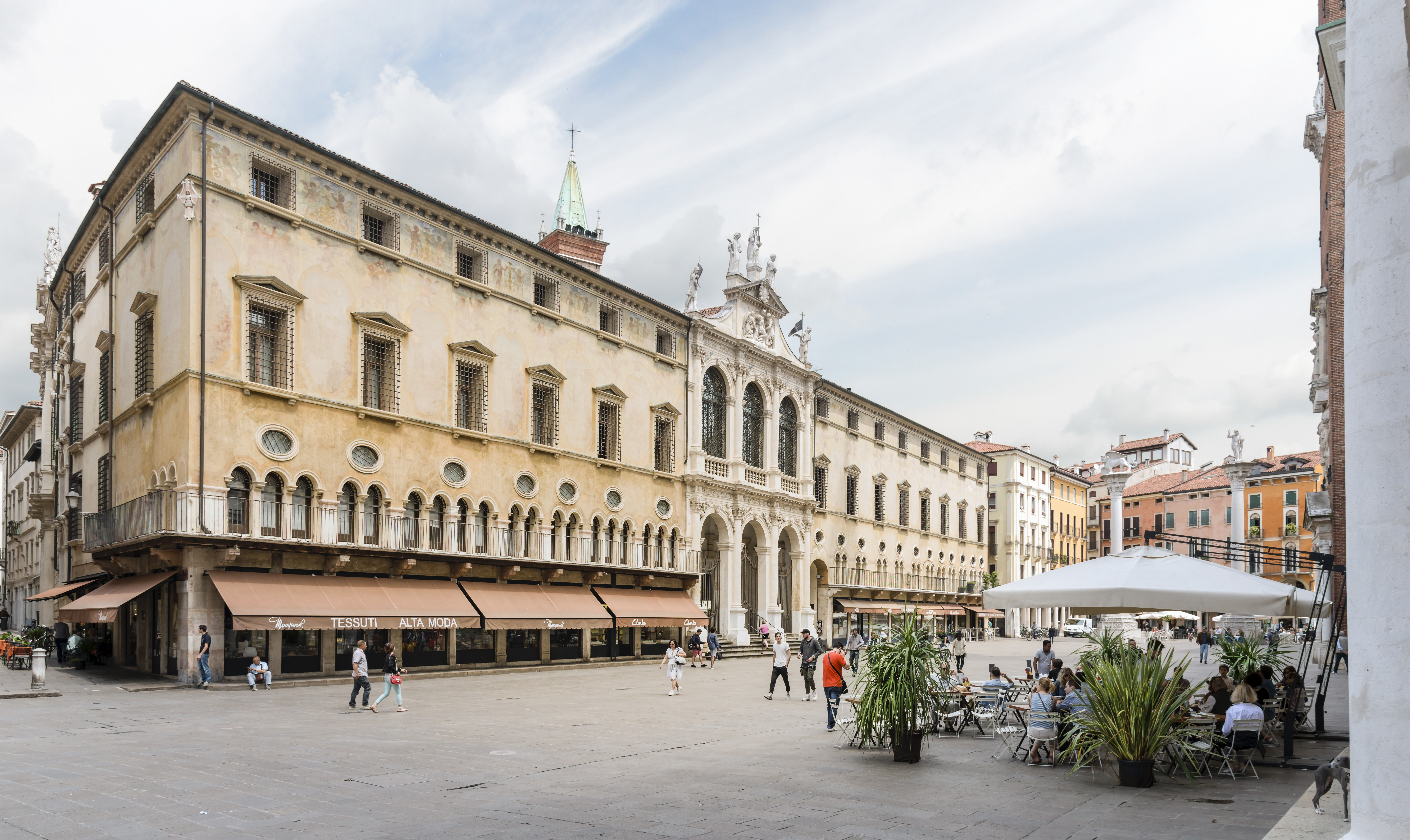
Piazza dei Signori, con il palazzo del Monte di Pietà

La Basilica Palladiana è da secoli circondata dalle piazze dei mercati, ancor oggi ricche di negozi e dove si svolgono molto spesso mercatini settimanali, mensili o specifici.
La più ampia e importante di esse è la piazza dei Signori, sulla quale si affacciano a nord la Loggia del Capitanio e il palazzo del Monte di Pietà che ingloba la chiesa di San Vincenzo.
A est di essa, dietro le due colonne con il leone di San Marco e la statua del Redentore, si apre la piazza delle Biade, con la chiesa dei Servi (l'area davanti alla chiesa si chiamava un tempo "piazza del vino"). Il lato meridionale della Basilica, collegata alla Torre del Girone dall'Arco degli Zavatteri, sovrasta la piccola Piazza delle Erbe, il "mercatus vetus" degli antichi statuti. A ovest delle logge vi è la piazzetta Andrea Palladio (fino alla seconda metà dell'Ottocento chiamata piazzetta della Rua), con al centro il monumento dedicato al grande architetto.
Proseguendo dalla Basilica verso la Cattedrale si trovano ancora brevi contrade con tradizione di mercato, come contrà Muschieria, contrà delle Pescherie Vecchie e contrà Garibaldi (a suo tempo delle Beccarie, o delle carni).
Il fianco meridionale della Cattedrale è delimitato dalla piazza del Duomo, racchiusa dal Palazzo delle Opere sociali (dove fino al Settecento vi era l'ospedale di Sant'Antonio abate) sovrastato dalla più antica torre medievale che resta a Vicenza. Sulla piazza si affacciano l'Oratorio del Gonfalone, i palazzetti sotto i quali è stata ritrovato il criptoportico di un'antica casa romana e il Palazzo vescovile.

### Le vie principali, i palazzi aristocratici e le chiese del centro
La principale strada che attraversa la città, il corso Andrea Palladio, si stacca a ovest da piazza del Castello, sulla quale si affacciano il torrione scaligero, i palazzi da Porto Breganze e Piovini Beltrame.
In questa e nelle vie trasversali si trova la maggior parte dei palazzi, fatti costruire dalle più importanti famiglie aristocratiche vicentine tra il XV e il XVII secolo.

#### Il lato settentrionale di corso Palladio

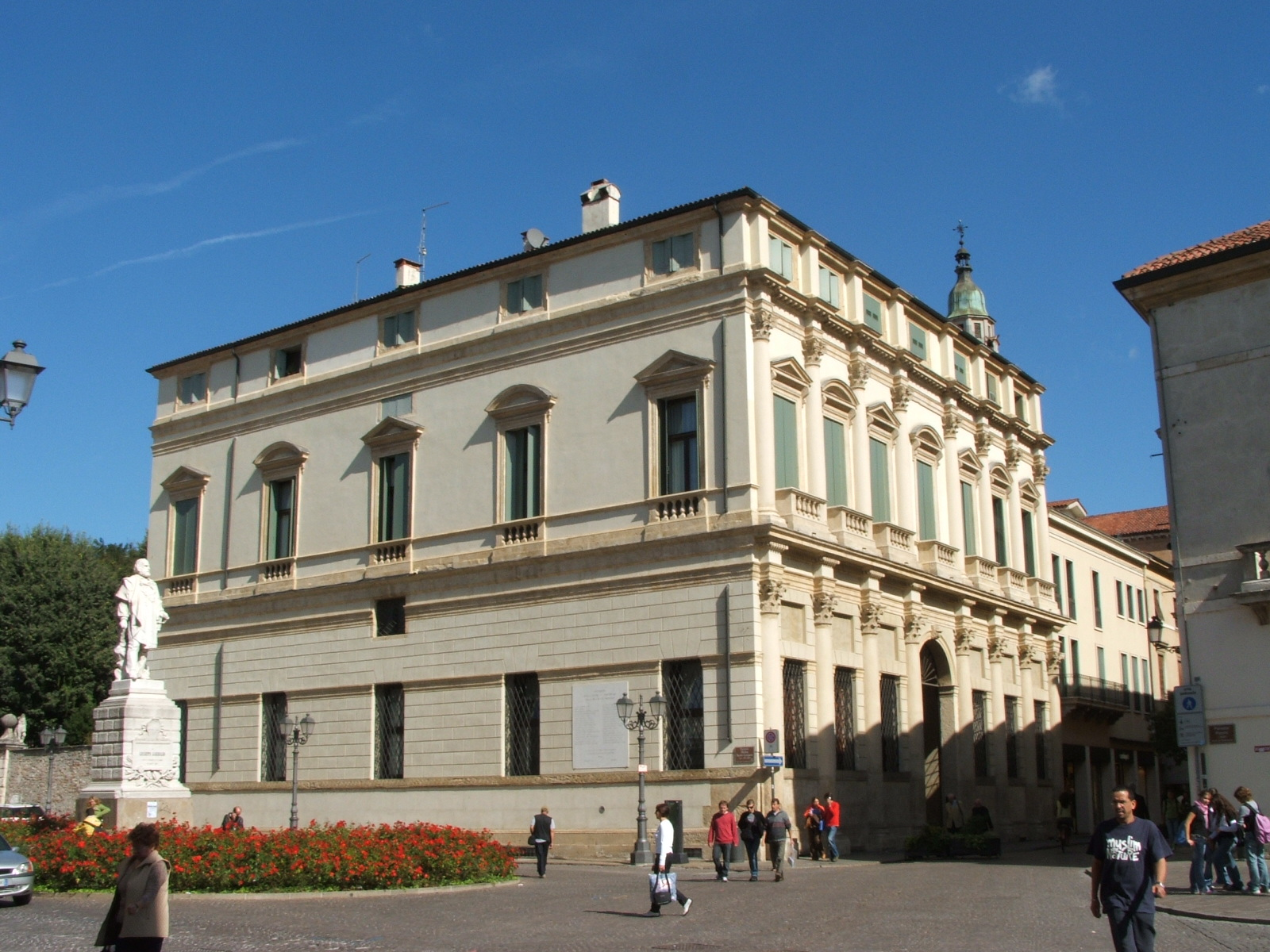
Palazzo Thiene Bonin Longare, visto da piazza Castello

Il corso inizia con lo scamozziano palazzo Thiene Bonin Longare e continua, dopo la chiesa dei Filippini, con i quattrocenteschi palazzi Capra Clementi e Thiene. Al canton del pozzo rosso incrocia corso Antonio Fogazzaro (l'altra via principale della città) in cui si trovano i palazzi della famiglia Valmarana e i fastosi palazzi Caldogno Tecchio e Repeta, quest'ultimo che si affaccia sulla piazza di San Lorenzo, di fronte al tempio francescano con annesso monastero.
Continuando verso ovest, dopo una serie di altri palazzi contigui, corso Palladio incrocia contrà Porti, completamente racchiusa dai palazzi delle famiglie Thiene e da Porto. Subito dopo incrocia contrà San Gaetano Thiene, da cui si accede alla piazzetta Santo Stefano in cui si trova la omonima chiesa settecentesca.
Ancora, dopo aver superato la gotica Ca' d'Oro e la chiesa di San Gaetano, il corso incrocia contrà Santa Corona che, oltre a questo tempio duecentesco, è ricca di altri palazzi, tra cui il Leoni Montanari, uno dei pochi edifici barocchi di Vicenza.
Corso Palladio sbocca a est in piazza Matteotti (o dell'Isola), dove si trova il Teatro Olimpico, all'interno del palazzo del Territorio.

#### Il lato meridionale di corso Palladio

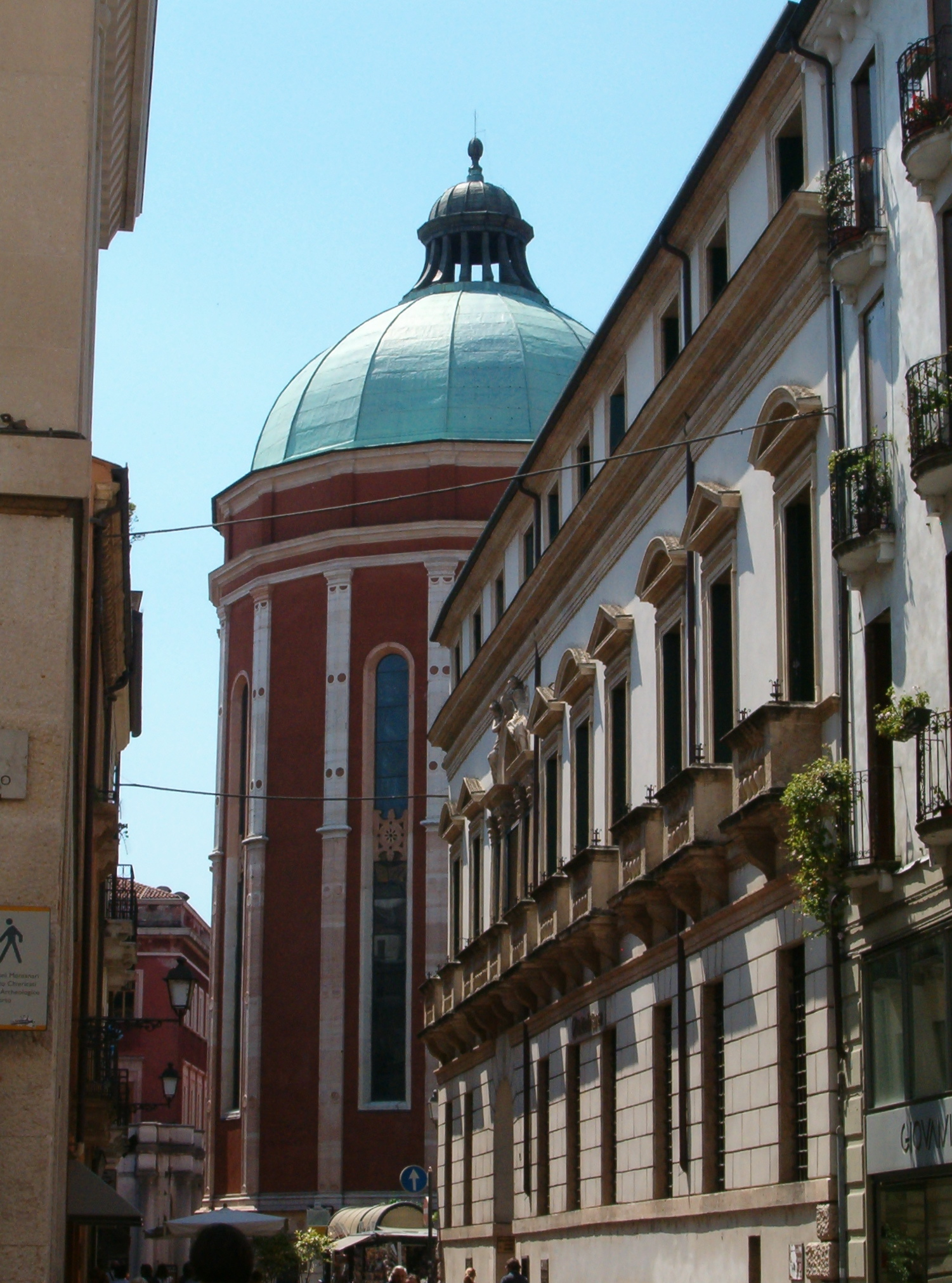
Facciata del Palazzo Trissino Trento e, sullo sfondo, l'abside della cattedrale con la cupola del Palladio

Partendo da piazza del Castello subito si trova il palazzetto Capra, progettato dal Palladio e ora inglobato nel fianco di palazzo Piovini; poco dopo, tra altri palazzi nobiliari, il maestoso palazzo Loschi Zileri Dal Verme; dopo qualche decina di metri si arriva all'incrocio con via Cesare Battisti, che porta alla Cattedrale e sulla quale si trova palazzo Trissino al Duomo.
Continuando per il corso, dopo palazzo Pojana, anch'esso attribuito al Palladio e al di sotto del quale si apre contrà Do Rode, si arriva all'incrocio con la prima delle cinque trasversali che portano alla piazza dei Signori. Tra contrà Cavour e contrà del Monte - che si ritiene essere l'antico cardo maximus dell'epoca romana e così denominata perché, quando sbocca in piazza dei Signori, sul suo lato sinistro si trova il palazzo del Monte di Pietà - vi è palazzo Trissino Baston, sede del Comune di Vicenza, cui è annesso palazzo Alidosio Conti.
Dopo gli incroci con le contrade delle Morette, Daniele Manin e Santa Barbara, l'ultimo tratto di corso Palladio - un tempo chiamato contrà Portici di Santa Corona, in ragione della fila ininterrotta dei portici di fronte al giardino di questa chiesa - sbocca in piazza Matteotti, dominata dal palazzo Chiericati.

### Al di là del Retrone

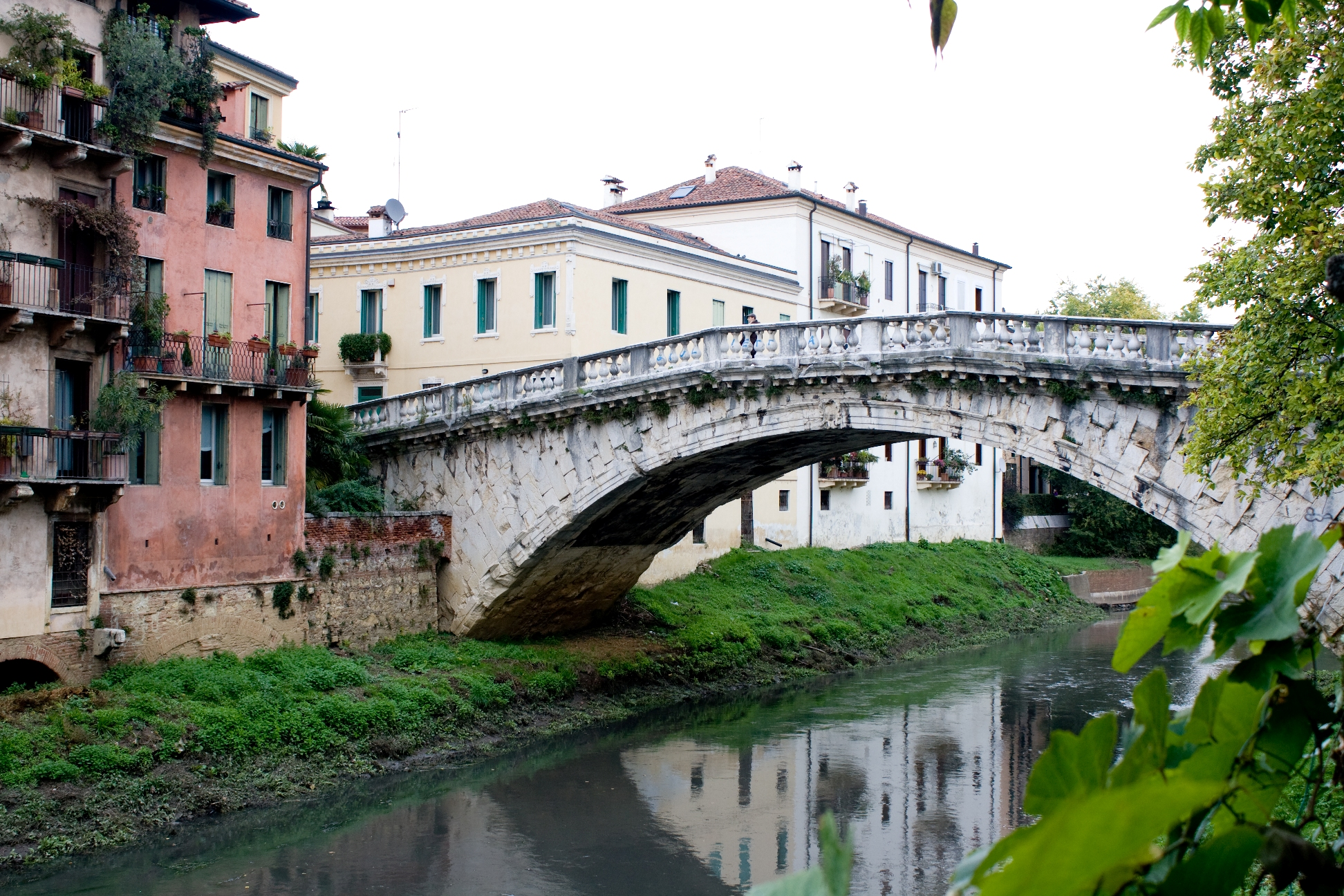
Ponte San Michele, ricostruito nel Seicento

Fa parte del nucleo centrale anche l'area al di là del fiume Retrone - racchiusa dalla prima cinta di mura medievali - cui si accede attraversando gli antichi ponte Furo, ponte San Paolo, ponte San Michele e ponte delle Barche.
Le due vie principali, ricche di palazzi prevalentemente gotici, sono contrà Santi Apostoli e contrà Paolo Lioy che contornano il perimetro del teatro romano; la seconda si apre in piazzetta Gualdi, dove si trovano i due omonimi palazzi.
Vicino a ponte San Michele vi è l'oratorio di San Nicola da Tolentino. Tutta la zona più a est, racchiusa nell'ansa del Retrone, fa parte del Borgo Berga, che nel Quattrocento fu fortificato con mura veneziane.

### Le difese della città antica

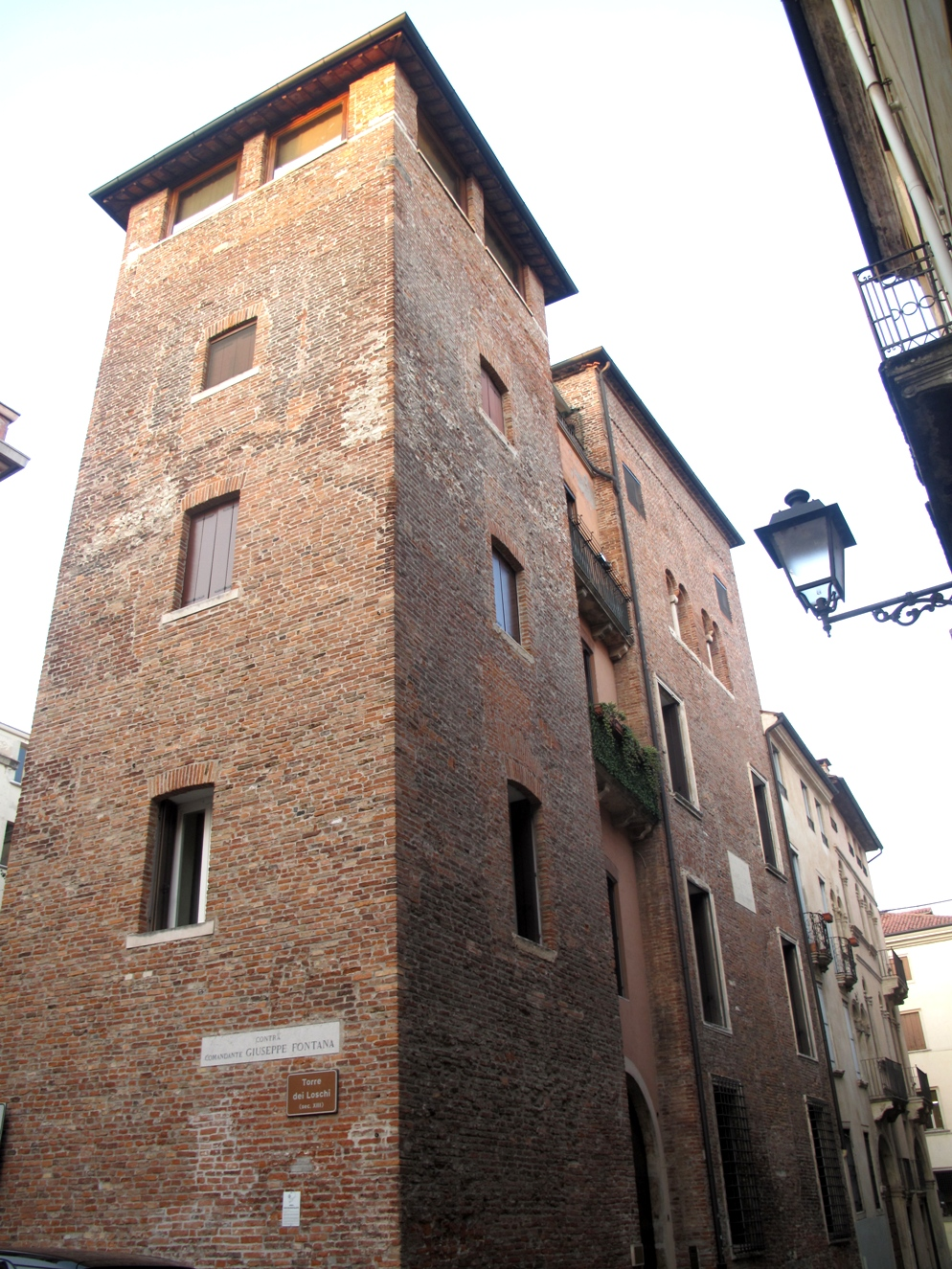
Torri dei Loschi, in contrà Sant'Antonio, probabilmente della fine dell'XI secolo

Come mostrano le mappe della città fino a tutto l'Ottocento, il centro storico di Vicenza era difeso da varie cinte murarie costruite durante il Medioevo. A differenza di molte altre città storiche, però, nel corso del Novecento quasi tutte le fortificazioni - mura, porte, torri - sono state demolite per diversi motivi: il degrado, l'espansione della città, le esigenze del traffico.
Delle mura altomedievali, che racchiudevano il nucleo centrale, restano solo poche tracce, ad esempio in contrà Porton del Luzzo (dove resta anche l'antica Porta) e in contrà Motton San Lorenzo. Molto più evidenti tratti e torrette delle mura scaligere orientali - anche se utilizzate come pareti esterne delle abitazioni - in via Giovanni Ceccarini (con ancora la Porta di Santa Lucia) e in via Legione Gallieno.
Ben restaurati sono Porta Santa Croce e il tratto di mura scaligere occidentali lungo viale Giuseppe Mazzini. Praticamente nulla resta invece delle fortificazioni veneziane, a parte due torrioni lungo viale Bartolomeo d'Alviano.
Nonostante la distruzione, i percorsi delle mura sono chiaramente evidenziati dalle contrade che le costeggiavano all'interno, in buona parte contraddistinte dalla toponomastica con i nomi di "pedemure", "mure" o "motton".
Poche e rimaneggiate restano anche le fortificazioni e le case-torri all'interno del centro storico che, secondo il cronista Giambattista Pagliarino durante il Medioevo sarebbero state più di cento. Ora vi sono ancora vicine alla Basilica la Torre dei Bissari e quella del Tormento e, più all'esterno, la Torre Coxina e i torrioni di Porta Castello e di Porta Santa Croce, costruiti a difesa degli ingressi della città.

### I parchi e i giardini
Fino al Novecento l'unica area verde pubblica era quella di Campo Marzo, dal 1909 furono aperti anche i giardini Salvi e dal 1971 il Parco Querini. Sono tutti al limite esterno del nucleo centrale del Centro storico.

### Borgo San Pietro

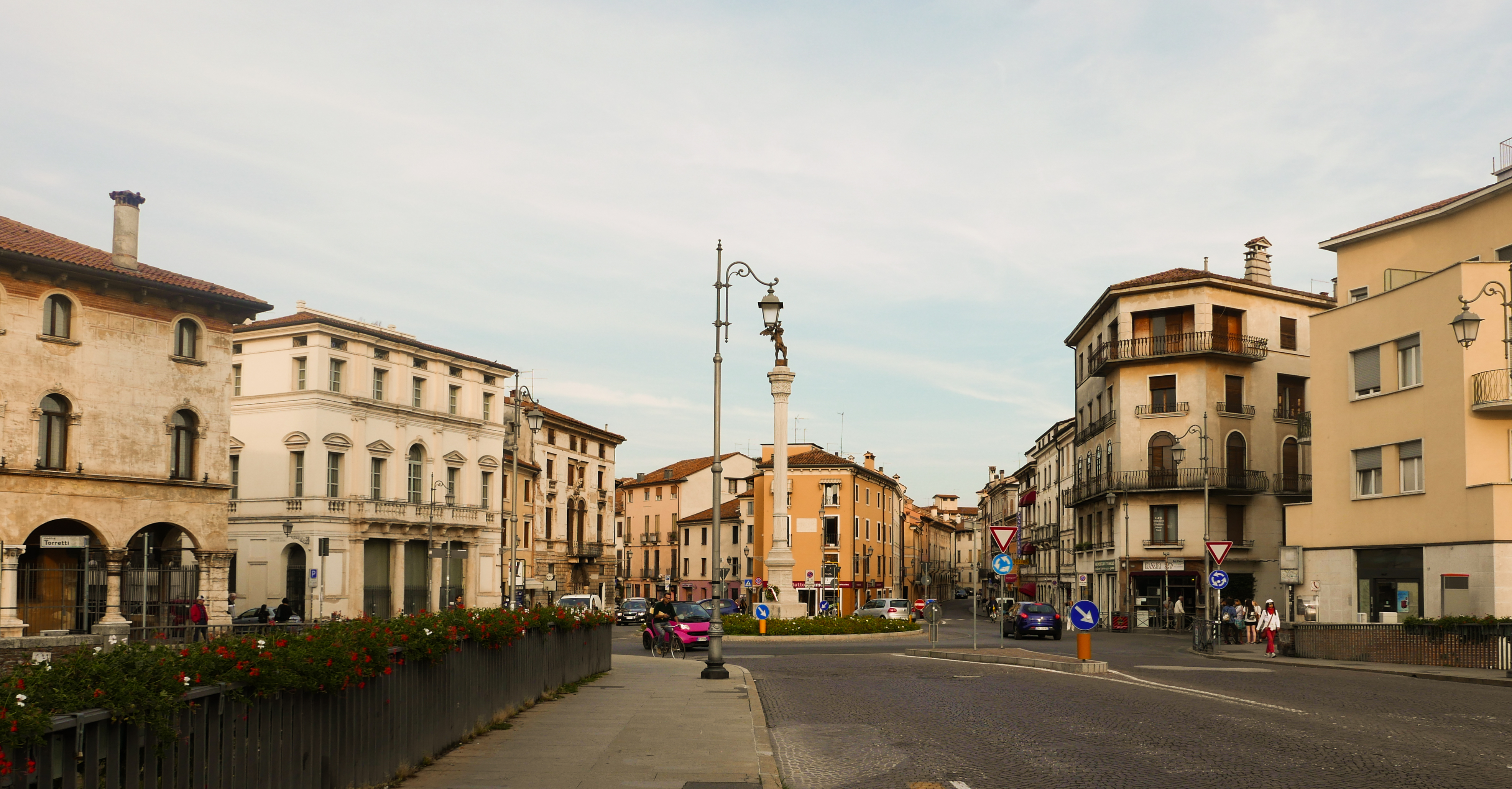
Piazza XX Settembre, al di là del Ponte degli Angeli, che dà accesso al Borgo

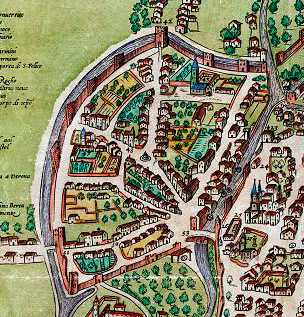
Vicenza amplissima, mappa del 1588: Borgo San Pietro

Borgo San Pietro (nell'Otto-Novecento chiamato anche "Quartiere di Trastevere") è la parte del centro storico sviluppatasi fin dall'epoca romana al di là del Bacchiglione lungo le antiche strade che uscivano a est della città. È l'area compresa tra il fiume e la cinta fortificata scaligera costruita intorno al 1370.
L'area fu caratterizzata dalla presenza dell'abbazia delle monache benedettine di San Pietro; a partire dal Basso Medioevo la posizione del Borgo sulla riva sinistra del Bacchiglione favorì la creazione e l'uso dei mulini e alcune attività come le concerie, la filatura della lana e della seta, così come l'aumento consistente della popolazione operaia.
Dell'operosità e della ricchezza del Borgo dopo il XV secolo sono testimonianza alcuni edifici, come i palazzi Angaran, Regaù e Franco. Attualmente nel Borgo hanno sede importanti Istituzioni, come il Conservatorio musicale "A. Pedrollo", la Casa Madre delle Suore Dorotee con l'Istituto Farina, varie Istituzioni di carattere sanitario e sociale.

### Borgo Porta Nova

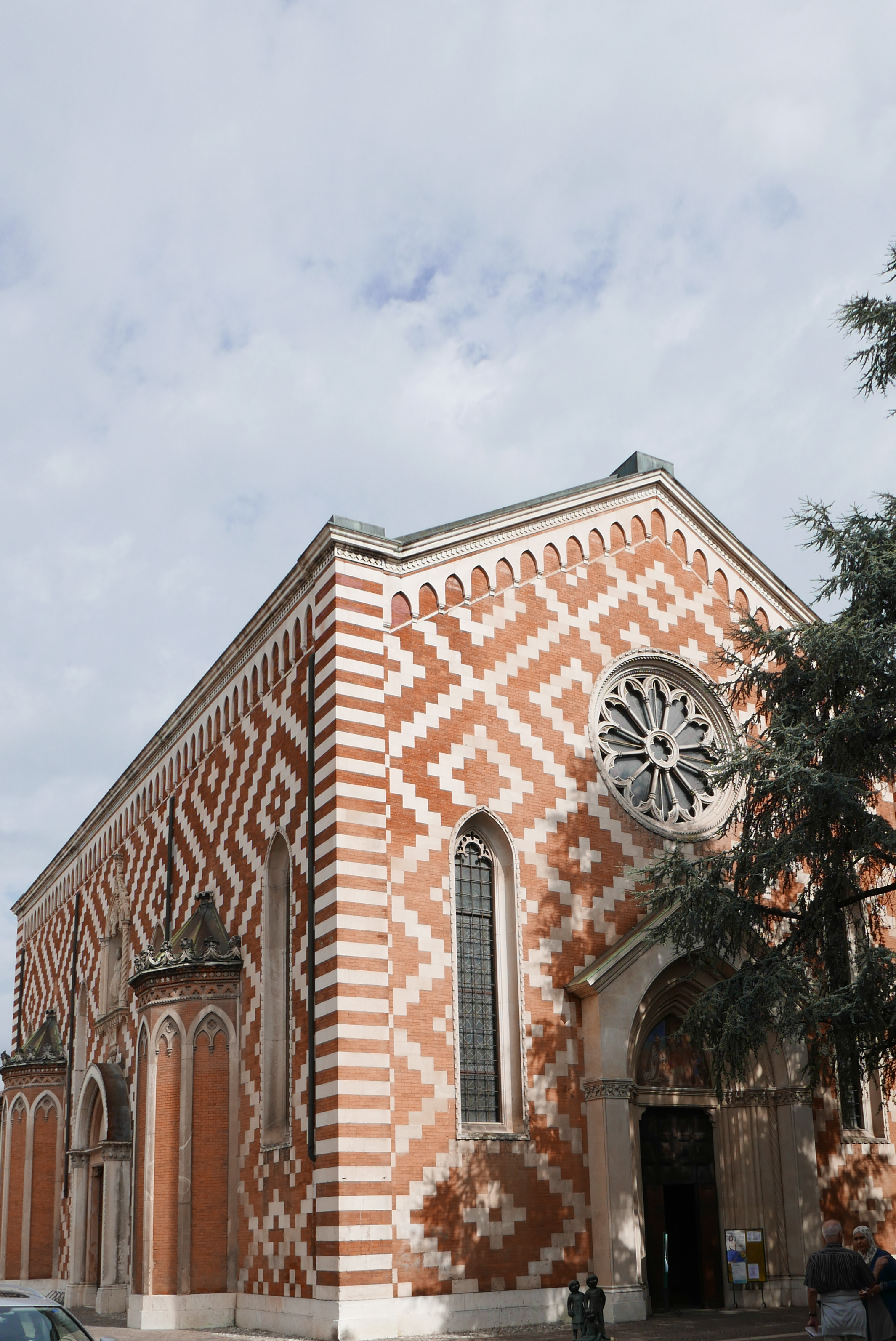
Chiesa dei Carmini

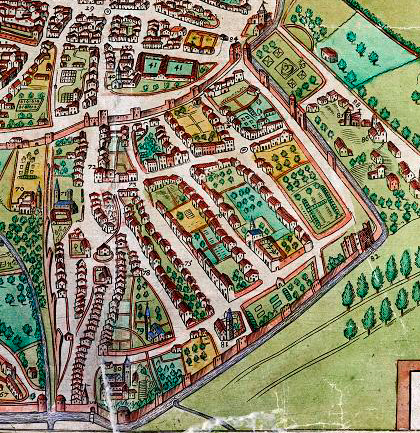
Vicenza amplissima, mappa del 1588: Borgo Porta Nova

Il vasto borgo è delimitato a ovest dalle mura scaligere di viale Mazzini, a sud dalle stesse mura e dai giardini Salvi, a est da Motton San Lorenzo, a nord dal Bacchiglione.
Durante il Basso Medioevo il borgo di Santa Croce - che da quella che allora era chiamata Porta Nova (a fianco della chiesa di San Lorenzo) andava fino alla chiesa di Santa Croce - continuò a svilupparsi.
Nella seconda metà del Trecento gli Scaligeri fortificarono con un nuovo tratto di mura un'ampia area non ancora abitata che, per volontà di Antonio della Scala, fu dotata di un tracciato viario ad assi ortogonali, con isolati regolari di notevoli dimensioni.
Nel tempo, all'interno della recinzione si sviluppò un'edilizia privata non molto intensiva allineata lungo le strade, che lasciava larghi spazi interni di orti e giardini, intervallata da frequenti e imponenti complessi di ordini religiosi.
Luoghi interessanti del Borgo sono, oltre alle mura e alla Porta Santa Croce, le chiese dei santi Ambrogio e Bellino, di San Rocco, di Santa Maria Nova e dei Carmini.

### Borgo Berga

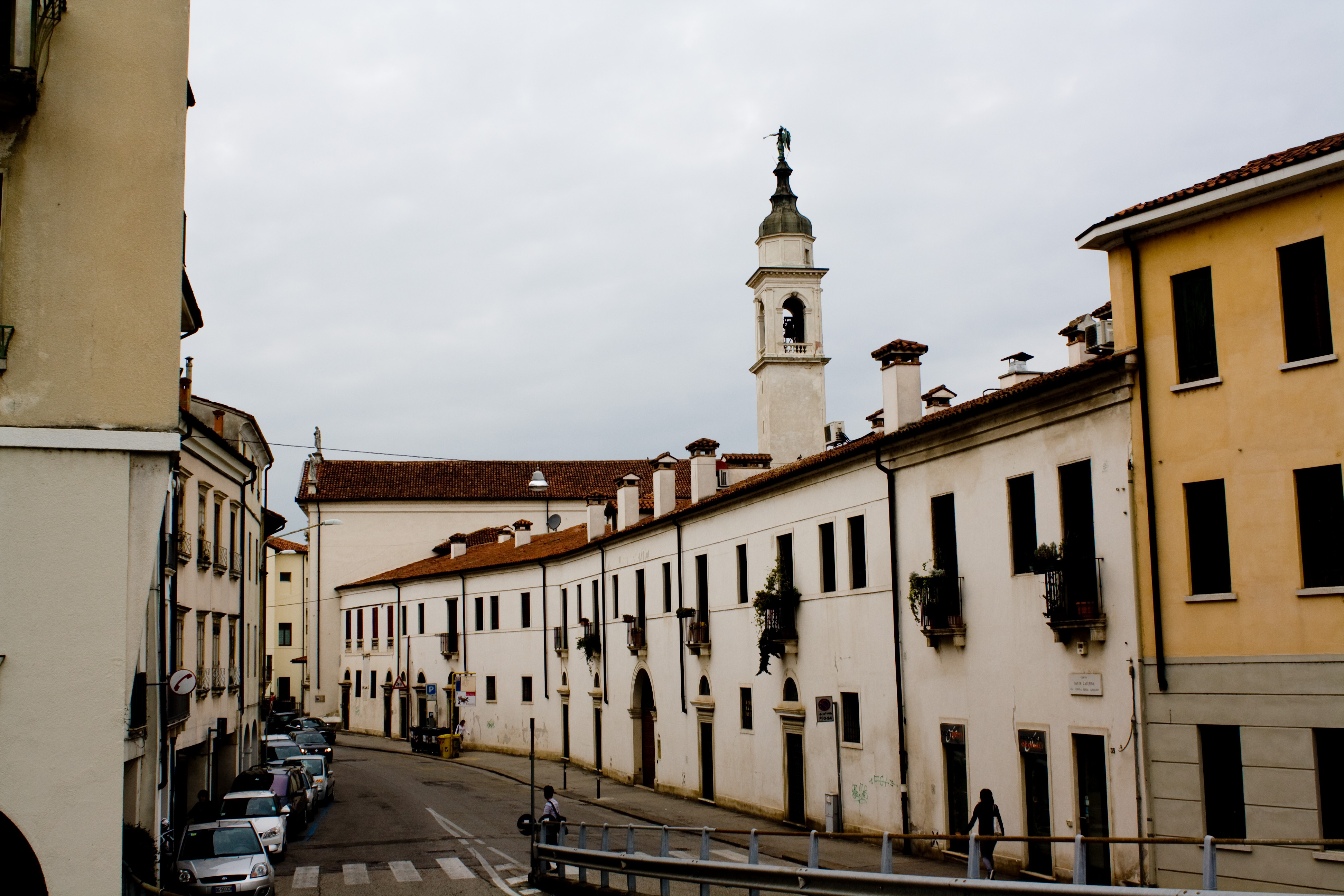
Il tratto di contrà Santa Caterina, un tempo Borgo Berga

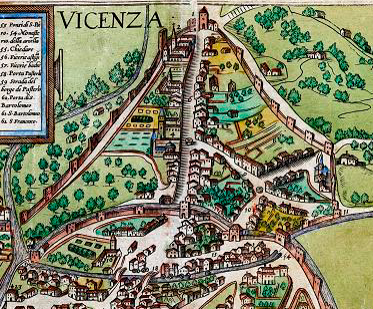
Vicenza amplissima mappa del 1588: Borgo Berga

È il borgo ubicato nella parte meridionale del centro storico, formatosi dopo il Duecento al di là delle mura altomedievali e che fu racchiuso da quelle veneziane nel secondo decennio del Quattrocento.
Modesto per la popolazione che vi abitava e con pochi palazzi di famiglie aristocratiche, nel corso dei secoli fu sempre caratterizzato dall'essere porta d'accesso alla città per via terra e per via d'acqua, punto di confluenza di fiumi, di strade e di ferrovie.
In esso si trovano alcuni edifici religiosi di interesse storico e artistico: il complesso monumentale di San Silvestro che dipendeva dall'abbazia benedettina di Nonantola, l'ex convento di Ognissanti e la chiesa di Santa Caterina, l'ex convento e la chiesa di San Tommaso ora sede della Guardia di Finanza, la chiesa e il convento di Santa Chiara ora sede delle Suore Poverelle che gestiscono servizi sociali, l'oratorio delle Zitelle.

### Borgo Pusterla (San Marco)

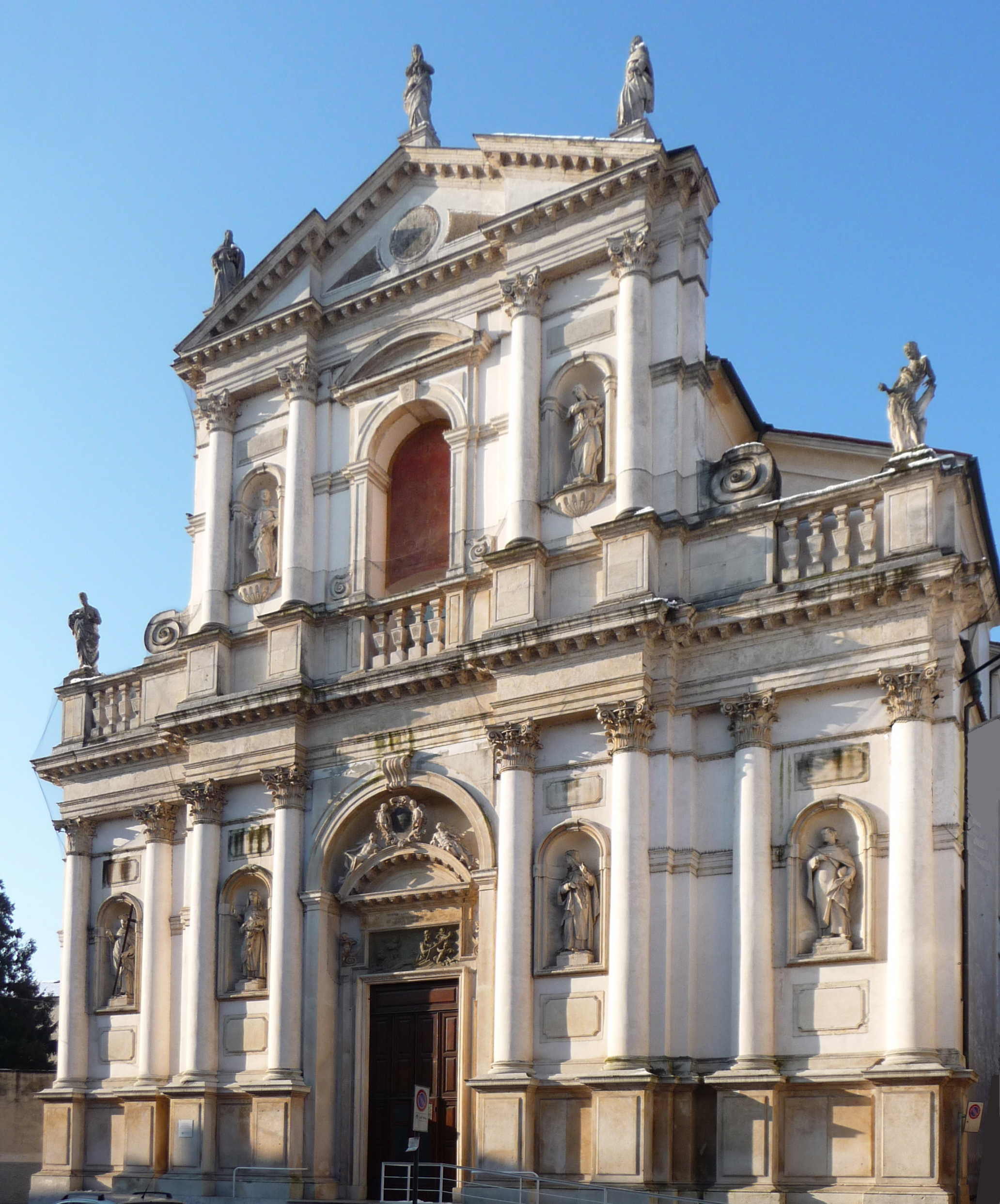
Facciata della chiesa di San Marco in San Girolamo

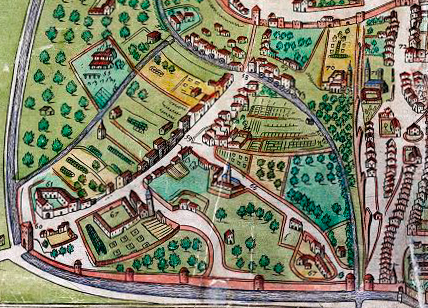
Vicenza amplissima, mappa del 1588: Borgo Pusterla

Situato nella zona settentrionale del centro storico, è delimitato a ovest dal fiume Bacchiglione, a est dall'Astichello e dal grande polmone verde di Parco Querini, a nord da viale Bartolomeo D'Alviano sul quale si possono osservare i resti delle fortificazioni veneziane del XV secolo.
È percorso in tutta la sua lunghezza - da Ponte Pusterla a Porta San Bortolo - dalla via principale (che cambia nome varie volte: contra' Pusterla, contra' San Marco, contra' San Francesco, contra' San Bortolo) sulla quale si affacciano vari palazzi nobiliari: il settecentesco Franceschini Folco, palazzo Capra Querini, il palladiano palazzo Schio, il seicentesco palazzo Barbieri Vajenti Piovene Cicogna, palazzo Giustiniani Baggio e palazzo Pagello.
Il più importante edificio religioso è la chiesa di San Marco in San Girolamo, sede della parrocchia, ma un tempo la zona era occupata da numerosi conventi o monasteri, il più importante dei quali era quello di San Bortolo, dove nel 1775 furono spostati gli ospedali cittadini. Nell'omonima contrà esiste ancora la chiesa della Misericordia, concessa ai fedeli di rito serbo ortodosso.
Nella prima metà del Novecento nella parte nord-est del Borgo, fino ad allora zona di orti e giardini, fu creato un nuovo quartiere di case popolari.

### Borgo (suburbano) dei Santi Felice e Fortunato

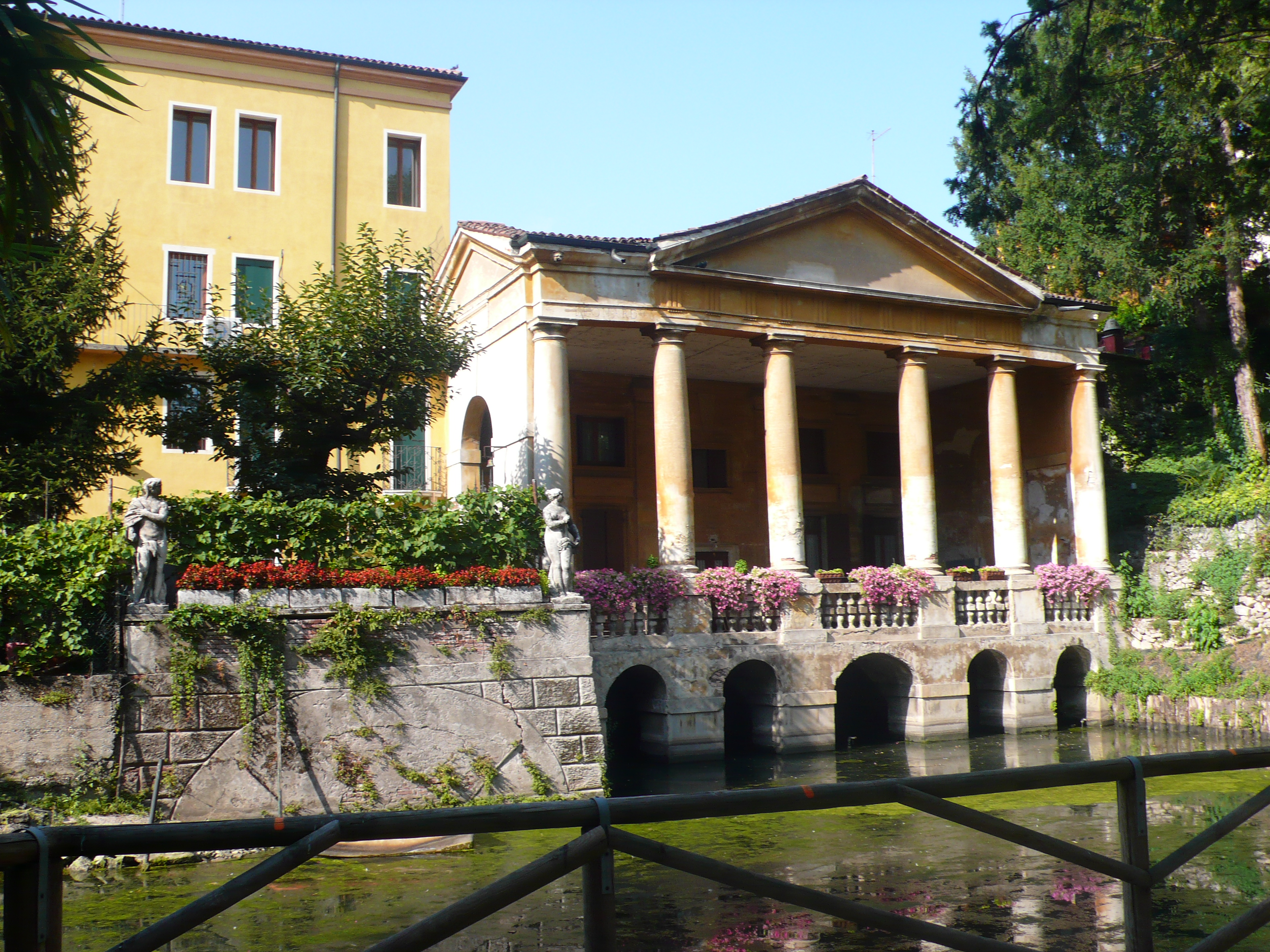
La loggia Valmarana nei giardini Salvi

Fanno parte del Centro storico gli aggregati di edifici posti, su entrambi i lati del tratto di corso dei Santi Felice e Fortunato che da Porta Castello arriva all'incrocio con viale Milano e viale Mazzini. 
Si tratta di un quartiere molto abitato, con stabili nuovi o rinnovati nel Novecento.
Fanno parte del borgo i giardini Salvi, subito al di fuori di Porta Castello, e l'ex chiesetta di San Bovo, l'unica rimasta delle tre che, in questo borgo, dipendevano dall'abbazia benedettina di San Felice.

### I borghi suburbani
Anche dopo la creazione delle mura della città, lungo le principali strade che uscivano dal centro storico vi erano file o complessi di antiche abitazioni, spesso vicine a un luogo di culto che comunque, per secoli, non aumentarono di molto. Una pianta di Vicenza nell'Atlante Vallardi del 1880 li rappresenta e da essa si può vedere come, fino alla fine dell'Ottocento, la città si era ben poco espansa:

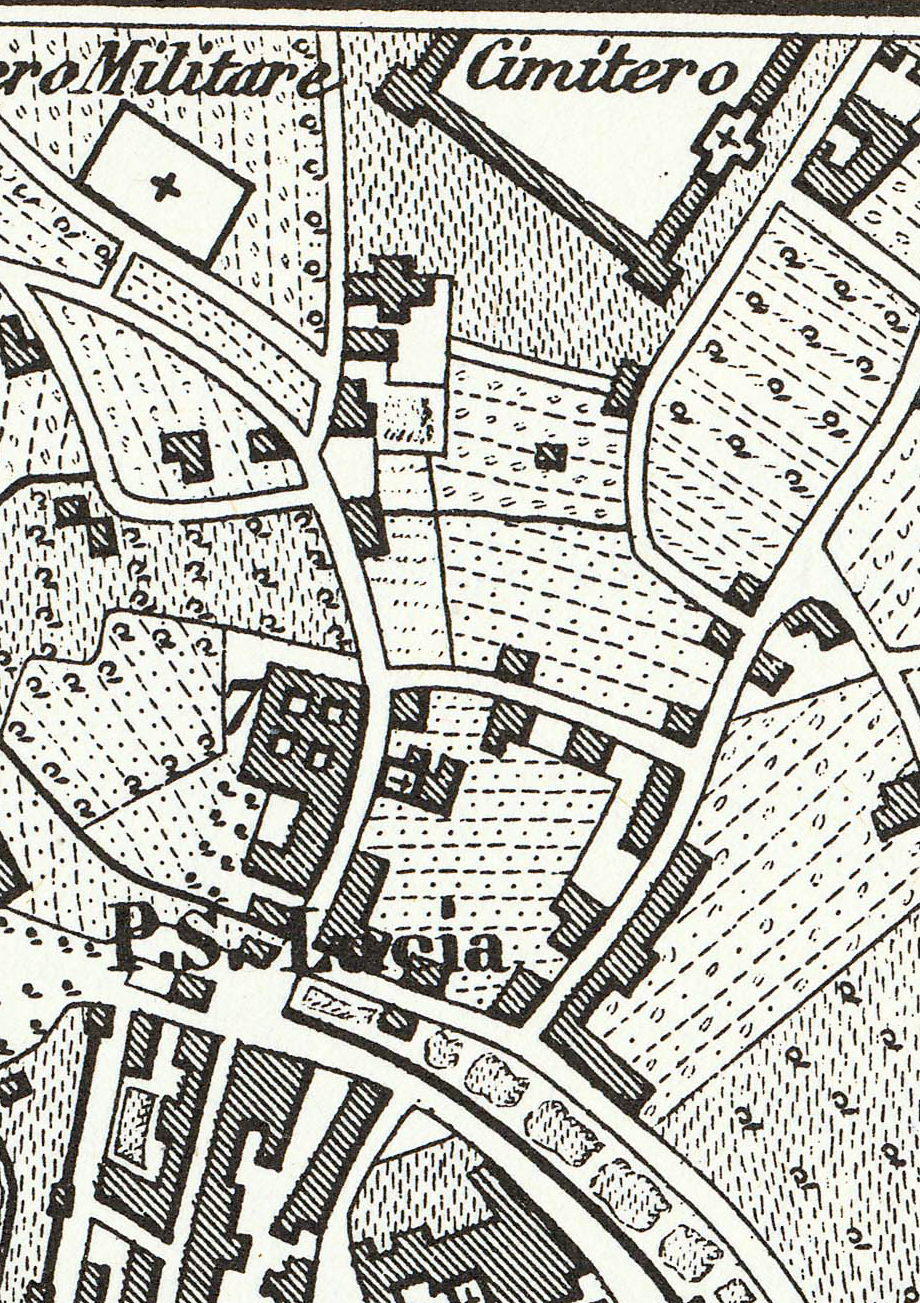
I borghi Santa Lucia e Scroffa
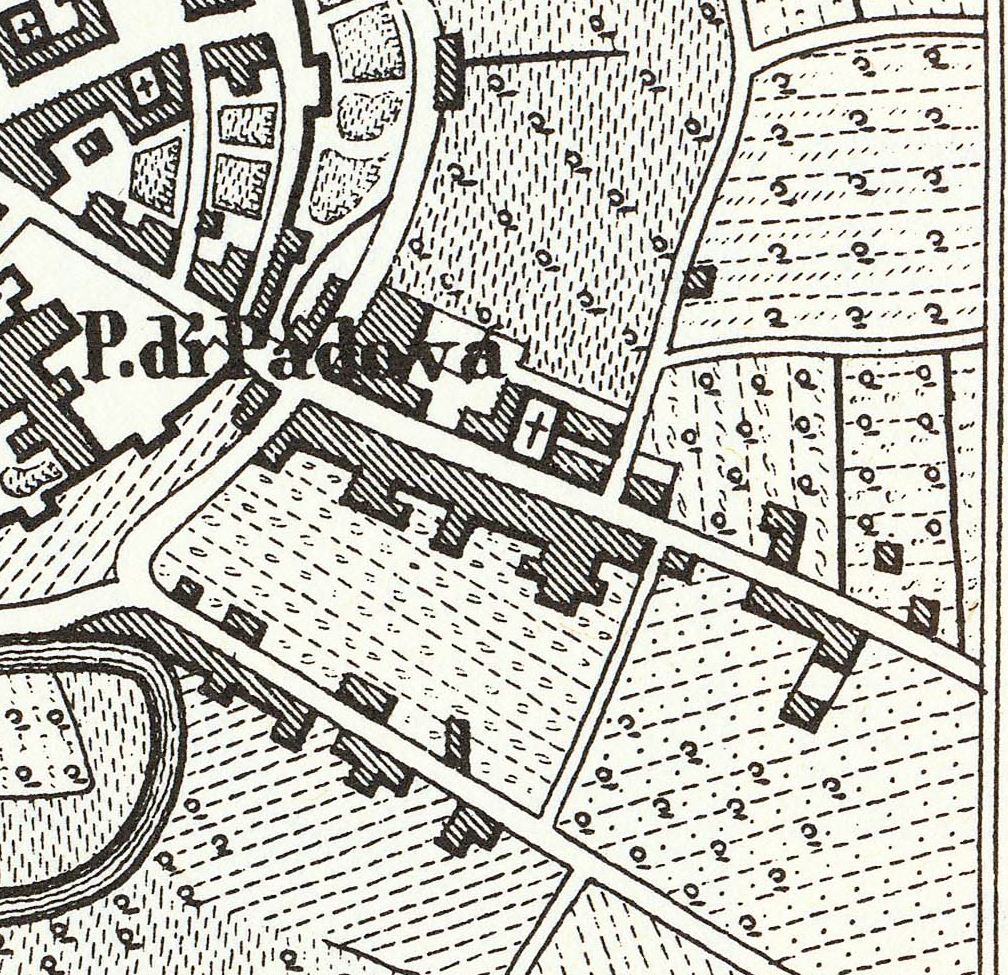
I borghi Padova e Casale
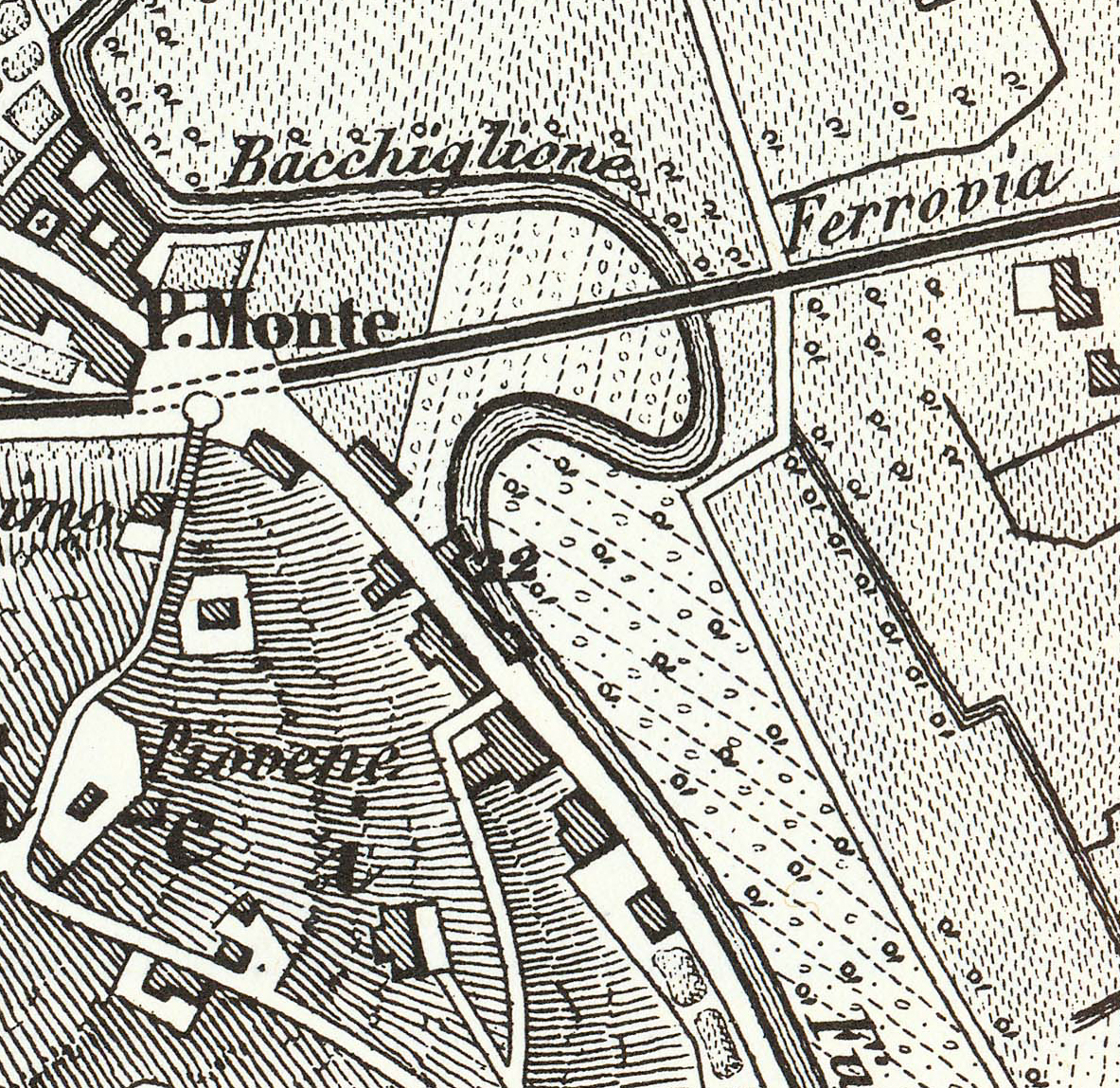
Borgo Berga (suburbano)
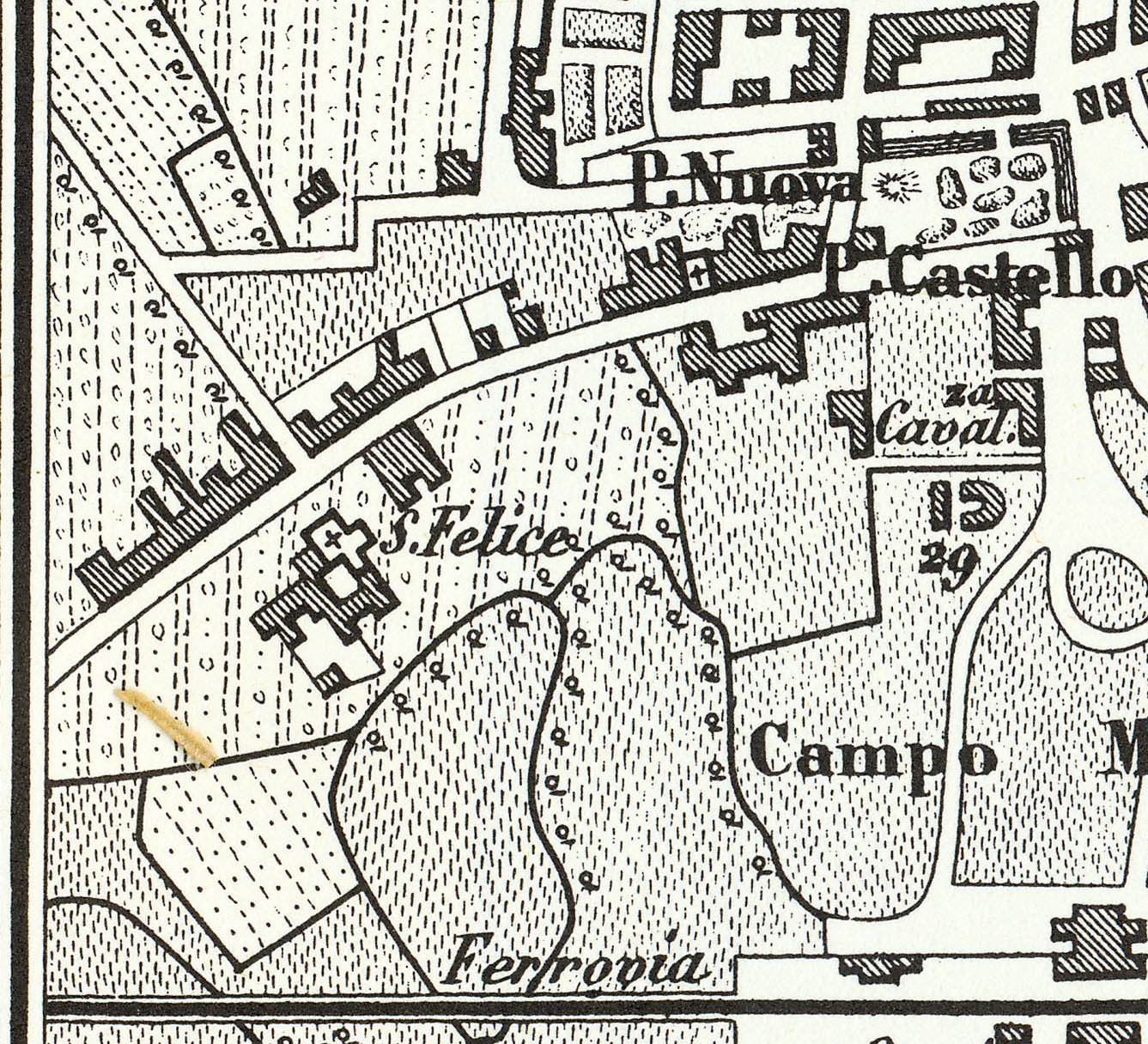
Borgo San Felice
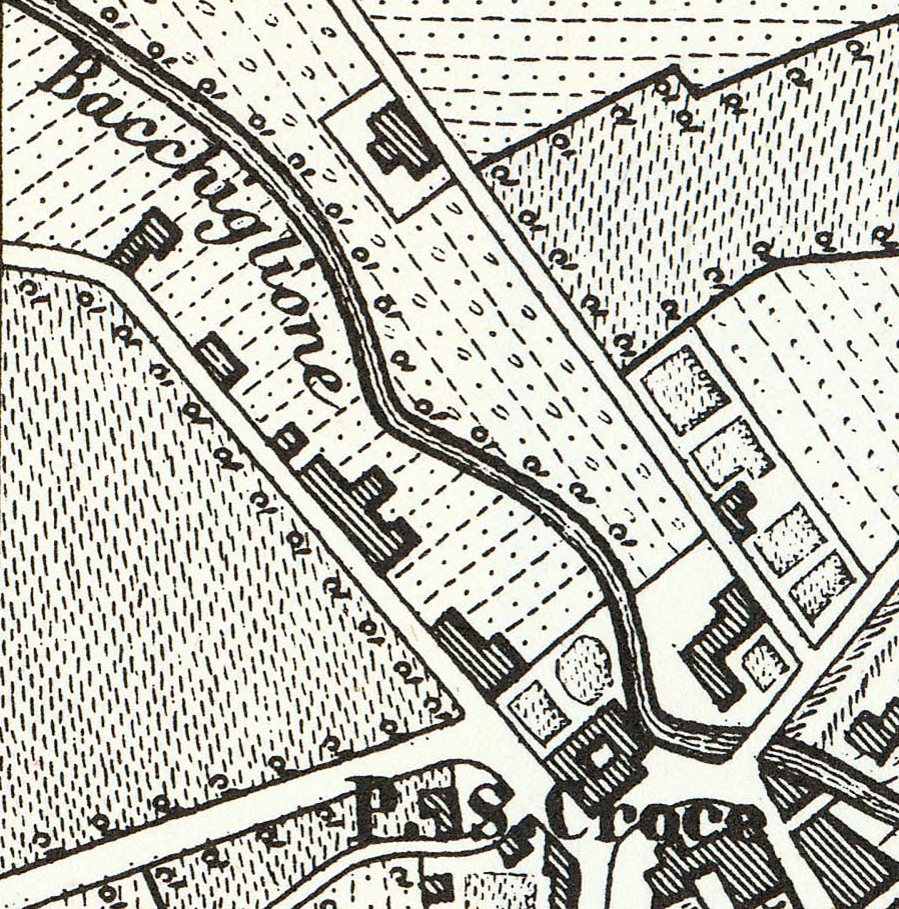
Borgo Santa Croce

Questi abitati erano anch'essi chiamati borghi, ma "borghi suburbani", per distinguerli da quelli all'interno della città. Eccezion fatta per la parte orientale di borgo San Felice, ufficialmente non appartengono al Centro storico.
Attualmente è difficile riconoscerli, perché sono stati quasi completamente fagocitati dai quartieri novecenteschi, specialmente in seguito all'abbattimento delle mura. In alcuni casi la moderna toponomastica ha attribuito la denominazione "borgo" ad alcune vie (Santa Lucia, Scroffa, Casale, Berga, Santa Croce), in altri casi ho sostituito il termine con quello di "corso" (San Felice, Padova) quando si tratta di strade principali.